# Пряжба-де-Педуре
Пряжба-де-Педуре (рум. Preajba de Pădure) — село у повіті Долж в Румунії. Входить до складу комуни Теслуй.
Село розташоване на відстані 152 км на захід від Бухареста, 34 км на південний схід від Крайови.

## Населення
За даними перепису населення 2002 року у селі проживали 629 осіб, з них 625 осіб (99,4%) румунів. Усі жителі села рідною мовою назвали румунську.